# Hrabstwo Maui
Hrabstwo Maui (ang. Maui County) – hrabstwo w stanie Hawaje w Stanach Zjednoczonych. Składa się z czterech wysp Maui, Kahoʻolawe, Lānaʻi i Molokaʻi (część Molokaʻi należy do sąsiedniego hrabstwa Kalawao. Obszar całkowity hrabstwa obejmuje powierzchnię 2398,74 mil² (6212,71 km²). Według szacunków United States Census Bureau w roku 2009 miało 145 157 mieszkańców. Jego siedzibą administracyjną jest Wailuku.

## CDP
| - Haiku-Pauwela - Haliimaile - Hana - Kaanapali - Kahului - Kapalua - Kaunakakai - Keokea - Kihei - Kualapuu | - Kula - Lahaina - Lanai City - Launiupoko - Maalaea - Mahinahina - Makawao - Makena - Manele - Maunaloa | - Napili-Honokowai - Olowalu - Paia - Pukalani - Ualapue - Waihee-Waiehu - Waikapu - Wailea - Wailuku |